# 부모성 함께 쓰기 운동
부모성 함께 쓰기 운동은 대한민국의 양성 쓰기 운동이다. 천리안 여성학동호회 회원인 신정모라가 지속적으로 제안한 것으로, 여성학계에서 이를 받아들여 대중화되었다. 신정모라는 이와 관련한 논리적 근거를 밝히는 글을 천리안에 여러차례 올렸고 격렬한 논쟁을 불러일으켰다.

## 같이 보기
- 양성 쓰기